# Zawierz
Zawierz (deutsch Zagern) ist ein Dorf in der polnischen Woiwodschaft Ermland-Masuren. Es gehört zur Landgemeinde Braniewo (Braunsberg) im Powiat Braniewski (Kreis Braunsberg).

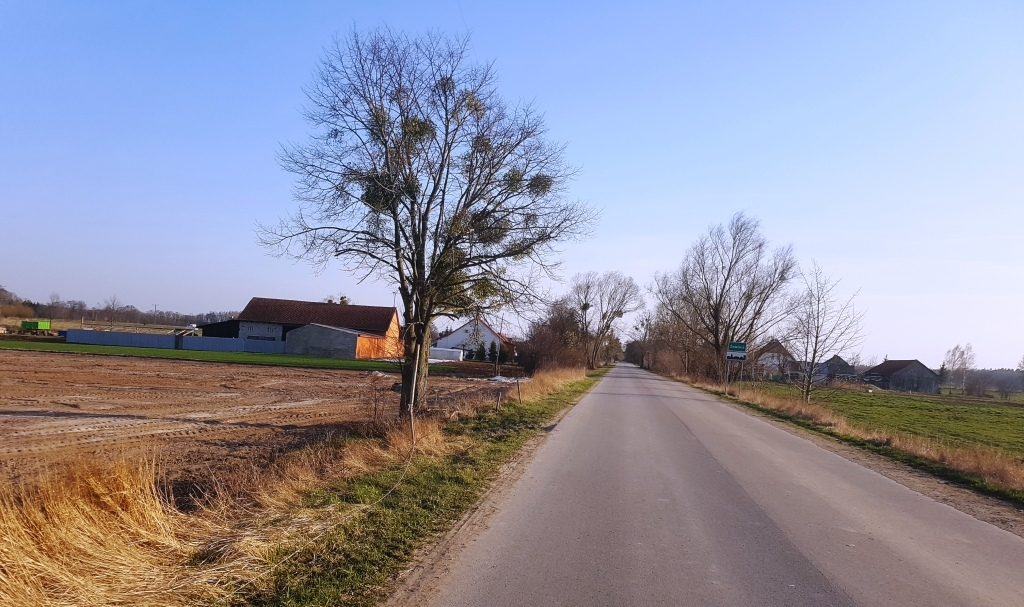
Ortseinfahrt Zawierz aus Richtung Braniewo

## Geographische Lage
Zawierz liegt linksseitig der Passarge (polnisch Pasłęka) im Nordwesten der Woiwodschaft Ermland-Masuren, vier Kilometer südöstlich der Kreisstadt Braniewo (Braunsberg).

## Geschichte
Das einstige Dorf Zagern kam im Jahre 1874 als eine Landgemeinde zum neu errichteten Amtsbezirk Schillgehnen (polnisch Szyleny) im ostpreußischen Kreis Braunsberg, Regierungsbezirk Königsberg.
Im Jahre 1910 belief sich die Einwohnerzahl Zagerns auf 153, im Jahre 1933 auf 133 und im Jahre 1939 auf 155.
Als in Kriegsfolge im Jahre 1945 das gesamte südliche Ostpreußen an Polen fiel, erhielt Zagern die polnische Namensform „Zawierz“. Das Dorf ist jetzt eine Ortschaft im Verbund der Gmina Braniewo (Landgemeinde Braunsberg) im Powiat Braniewski (Kreis Braunsberg), von 1975 bis 1998 der Woiwodschaft Elbląg, seither der Woiwodschaft Ermland-Masuren zugehörig. Die Einwohnerzahl von Zawierz belief sich im Jahre 2021 auf 236. Bis 2024 war der Nachbarort Prątnik (Marienfelde) eine Kolonia von Zawierz.

## Religion
Zawierz gehört wie seinerzeit auch Zagern zur römisch-katholischen Pfarrei Braniewo (Braunsberg), die jetzt dem Erzbistum Ermland zugeordnet ist. Außerdem war Zagern bis 1945 in die evangelische Kirche Braunsberg in der Kirchenprovinz Ostpreußen der Kirche der Altpreußischen Union eingegliedert, während Zawierz heute zur Diözese Masuren der Evangelisch-Augsburgischen Kirche in Polen gehört.

## Verkehr
Zawierz liegt an einer Nebenstraße, die die Landesstraße54 bei Braniewo mit der Woiwodschaftsstraße 506 bei Chruściel (Tiedmannsdorf) verbindet und parallel zur Pasłęka verläuft.
Der Bahnhof der Stadt Braniewo ist die nächste Bahnstation und liegt an den Bahnstrecken Malbork–Braniewo (–Mamonowo) und Olsztyn Gutkowo–Braniewo.

## Persönlichkeit
- Franz Zagermann (* 28. Juli 1882 in Zagern), deutsch-polnischer römisch-katholische Priester († 1945)